# Gouvernement de réconciliation nationale
Gouvernement Fino

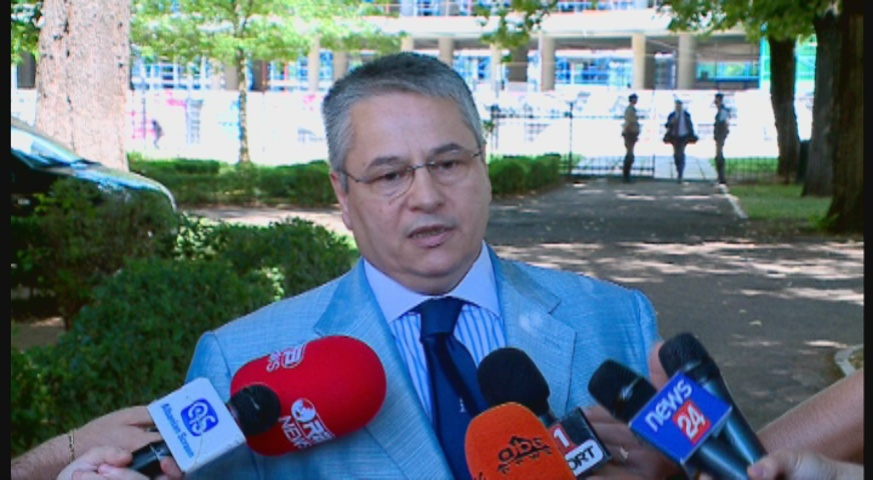
Bakshim Fino

Le gouvernement de réconciliation nationale (Qeveria e Pajtimit Kombëtar), ou gouvernement Fino, est le gouvernement qui dirigea l'Albanie du 11 mars au 24 juillet 1997. Il fut constitué à la suite des événements initiés en janvier 1997, provoqués par l'effondrement des systèmes pyramidaux. Ce gouvernement est entré en fonction une semaine après la démission du gouvernement d'Alexander Meksi, le 2 mars 1997. Ce gouvernement a été créé grâce à un compromis entre les principaux partis politiques du pays et une intervention internationale. Les 6 et 9 mars 1997, en réponse  l'agitation dans le pays, les forces politiques ont signé l'accord sur la création du nouveau gouvernement de large coalition. Le socialiste Bashkim Fino, maire de Gjirokastër, fut nommé chef du gouvernement. Le nouveau gouvernement fut investi le 11 mars 1997 par l'Assemblée et nommé par le président de la République, Sali Berisha, le 12 mars. Sur la base de l'article 28, paragraphe 7, et l'article 33 de la loi 7491 du 29 avril 1991 "sur les principaux organes constitutionnels, la proposition du Premier ministre Bashkim Fino, le président albanais Sali Berisha a nommé le gouvernement suivant :
| Nom              | Ministre de                                                                 | Parti                    |
| ---------------- | --------------------------------------------------------------------------- | ------------------------ |
| Bashkim Fino     | Premier ministre                                                            | Socialiste               |
| Belul Çela       | Ministre de l'Intérieur                                                     | Demokratike              |
| Shaqir Vukaj     | Ministre de la Défense                                                      | Socialiste               |
| Arian Starova    | Ministre des Affaires étrangères                                            | Aleanca Social-Demokrate |
| Arben Malaj      | Ministre des Finances                                                       | Socialiste               |
| Spartak Ngjela   | Ministre de la Justice                                                      | Lëvizja e Legalitetit    |
| Eduard Ypi       | Ministre des Privatisations                                                 | Demokratike              |
| Astrit Kalenja   | Ministre de la Santé et de l'Environnement                                  | Balli Kombëtar           |
| Myqerem Tafaj    | Ministre de l'Enseignement supérieur et de la Recherche                     | Demokratike              |
| Luan Skuqi       | Ministre de l'Éducation et des Sports                                       | Demokratike              |
| Haxhi Aliko      | Ministre de l'Agriculture et de l'Alimentation                              | Social-Demokrate         |
| Kastriot Shtylla | Ministre des Mines et de l'Énergie                                          | Republikane              |
| Foto Dhuka       | Ministre de l'Industrie, des Transports et du Commerce                      | PBDNJ                    |
| Ëngjëll Ndocaj   | Ministre de la Culture, de la Jeunesse et des Femmes                        | Demokristiane            |
| Elmaz Sherifi    | Ministre du Travail et des Affaires sociales                                | Socialiste               |
| Vasillaq Spaho   | Ministre des Travaux publics, de l'Aménagement du Territoire et du Tourisme | Republikane              |

- Ekerem Kastrati : Secrétaire général du Conseil des ministres, Partia Demokratike
- Lush Përpali : Secrétaire d'État au ministère de l'Intérieur, Partia Socialiste
- Ali Kazazi : Secrétaire d'État au ministère de la Défense, Partia Demokratike
- Pavli Zëri : Secrétaire d'État au ministère des Affaires étrangères, Partia Socialiste